# Assedio di Gaeta e battaglia navale di Ponza
L'assedio di Gaeta e la conseguente battaglia navale di Ponza sono due eventi bellici accaduti nel 1435. In quell'anno Alfonso V d'Aragona, nella campagna per impossessarsi del trono del Regno di Napoli del re Renato d'Angiò-Valois, si rivolse contro Gaeta, che gli resisteva, venendo sconfitto e catturato nelle acque territoriali di Ponza dall'ammiraglio genovese Biagio Assereto e poi liberato per intercessione del duca di Milano Filippo Maria Visconti.

## Antefatti
La Regina Giovanna II d'Angiò-Durazzo, a seguito della morte di Luigi III d'Angiò-Valois, avvenuta nel 1434, lasciò in eredità il Regno di Napoli al fratello Renato. Alfonso V d'Aragona, detto il Magnanimo, non accettò il testamento della Regina poiché credeva che fosse stato redatto contro la sua volontà e perciò mosse guerra contro Renato.

## Gli scontri

### Assedio di Gaeta
Francesco Spinola partì da Genova con due navi che recavano i rifornimenti all'esercito del re Renato d'Angiò-Valois che si contendeva il trono del Regno di Napoli con il pretendente Alfonso V d'Aragona, dirigendo un contingente di 800 soldati, di cui 400 balestrieri. Quando giunse a Gaeta ne venne subito acclamato governatore e cominciò ad erigere fortificazioni per una estrema e disperata difesa. Alfonso V d'Aragona mise dunque la città sotto assedio, cercando di prenderla per fame. Vari i modi di lottare dei combattenti: gli assalitori fecero largo uso di bombarde, mentre i genovesi impedirono l'avvicinarsi delle macchine d'assedio con lunghe aste e col lancio di pietre.
Mancando ad un certo punto i viveri con cui sfamare la popolazione locale, lo Spinola allontanò dalla città vecchi e bambini, circa 4 000 persone, che trovarono ricovero nell'accampamento nemico grazie alla generosità di Alfonso. Durante il combattimento Francesco Spinola venne ferito da un dardo ad una coscia e il suo presidio si ritrovò decimato dalle malattie. Per sua fortuna giunsero in suo soccorso 14 navi, 1 navicella e 3 galee, capitanate dall'ammiraglio genovese Biagio Assereto e con un totale di 7 000 soldati a bordo.
Parallelamente il duca di Milano Filippo Maria Visconti inviò in segreto un messo ad Alfonso per avvertirlo dell'imminente arrivo dei soccorsi genovesi, costringendolo ad allestire una flotta di 14 navi e 13 galee per affrontarli via mare, forti di 13 000 soldati a bordo. Il Visconti confidava di procurare una sconfitta che avrebbe ulteriormente indebolito la Repubblica di Genova e l'avrebbe resa ancor più sottomessa al suo dominio.

### Battaglia navale di Ponza
Gli eventi di Gaeta sembravano inizialmente favorire gli Aragonesi, ma lo scontro decisivo del 5 agosto, avvenuto al largo di Ponza, iniziato a mezzogiorno e protrattosi senza sosta fino alle dieci di sera, decretò la vittoria della flotta genovese frutto della sua consueta tattica di introdurre nella mischia una parte delle forze in ritardo e nel punto più opportuno.
La vittoria premiava i genovesi ben oltre le loro aspettative: oltre al ricco bottino rinvenuto, vi erano importanti prigionieri di cui chiedere il riscatto, tra i quali lo stesso Alfonso, coi suoi fratelli Enrico e Pietro ed il figlio Ferrante, il re di Navarra Giovanni II d'Aragona, il principe di Rossano Marino Marzano, il principe di Taranto Giovanni Antonio Orsini del Balzo e Minicuccio Ugolini, capitano di 500 lance. Una sola nave aragonese riuscì a salvarsi e le perdite di Alfonso ammontarono ad un totale di 600 morti e 5 000 prigionieri.

### Il mutamento politico di Filippo Maria Visconti
Filippo Maria Visconti cercò dapprima di convincere il Senato genovese e l'Assereto a proseguire la guerra occupando la Sicilia, ma l'ammiraglio rifiutò per mancanza di sufficienti truppe e di denaro. Nel ritorno la flotta vittoriosa approdò a Portovenere dove Assereto ricevette dal duca l'ordine di sbarcare Alfonso e gli altri prigionieri, non a Genova, ma a Savona e di condurli a Milano.
Dalla situazione per lui difficilissima, Alfonso uscì grazie al mutato ed imprevedibile atteggiamento del Visconti. A tal proposito le versioni degli storici sono contrastanti.
Secondo quelli genovesi, per tre giorni il duca rifiutò di vedere Alfonso, in attesa di un giorno astrologicamente propizio. Quando lo incontrò, l'aragonese lo persuase dell'erronea politica di favoreggiamento della Francia, che volgeva i suoi obiettivi militari verso Genova e Milano, e si accordò con lui, il quale ne annullò la richiesta di riscatto e si preoccupò di ricondurlo nel territorio del Regno di Napoli.
Gli storici milanesi considerano invece la manovra di Filippo Maria Visconti come un'abile e machiavellica politica di doppio gioco. Secondo la loro versione, il Visconti il 21 settembre 1435 ricevette a Milano gli ambasciatori angioini, coi quali firmò un accordo della durata di settant'anni. Ma, allo stesso tempo, dalla versione di Pier Candido Decembrio, si ricava che l'8 ottobre il duca firmò due trattati in cui Alfonso si obbligava a restituire Lerici e Portovenere a lui e non alla Repubblica di Genova e a prestargli aiuto contro di essa qualora gli si fosse ribellata. In cambio il Visconti rimetteva in libertà Alfonso e gli assicurava l'appoggio di 3 000 cavalieri per conquistare il Regno di Napoli e l'impegno ad ostacolare le iniziative dei genovesi di impedirne l'impresa.
Filippo Maria Visconti ed Alfonso V d'Aragona intendevano spartirsi così l'Italia: al secondo, con l'appoggio del primo, sarebbero spettate la conquista del Regno di Napoli e l'alleanza con il ducato di Milano che si sarebbe occupato di governare il resto dell'intera penisola.

## Conseguenze
Le scelte politiche di Filippo Maria Visconti comportarono successive opposte vicende nella vita dei due principali artefici della sconfitta di Alfonso V d'Aragona.
Biagio Assereto, compromesso in Genova con la fazione filo-milanese, fu incolpato del voltafaccia di Filippo Maria Visconti e messo al bando. Ricevute dal Visconti le cariche di governatore di Milano e di conte di Serravalle Scrivia, ricoprì per lui ancora nel 1437 le cariche di commissario ducale di Parma e di comandante dell'armata milanese nella guerra contro la Repubblica di Venezia. Sempre legato a Milano, passò poi al servizio di Francesco Sforza e sconfisse a Chiusa d'Adda e a Casalmaggiore l'ammiraglio veneziano Querini. Infine l'Assereto abbandonò la carriera militare e si ritirò a Serravalle Scrivia, frequentando amici e dedicandosi agli studi letterari; in tale frangente divenne amico di Enea Silvio Piccolomini, futuro papa Pio II dal 1458. Morì a Serravalle Scrivia il 25 aprile 1456 e fu sepolto nella chiesa arcipresbiteriale della città.
Francesco Spinola diresse la successiva ribellione genovese del 1435 contro il duca di Milano. Morì nel 1442 e venne tumulato nella chiesa di San Domenico di Genova.